# Juan Pío Membrado Ejerique
Juan Pío Membrado Ejerique (Belmonte de San José, 1851 – 1923), periodista y escritor bajoaragonés del Regeneracionismo. 
Dedicado fundamentalmente a los estudios agrícolas, fue impulsor y primer presidente de la Sociedad 'El Fomento del Bajo Aragón'. Escribió en la prensa regional y los libros El porvenir de mi pueblo: batalla a la centralización (Zaragoza, 1907), Los pueblos de Aragon ante el Regionalismo: Comentarios á la Asamblea Municipalista de 1916 (Zaragoza: La Editorial, 1917) y La agricultura como profesión (Madrid, 1895), libro este último donde retrata con pesimismo regeneracionista la vida en los pequeños núcleos rurales de España:

¿Se podrá decir algo como norma de conducta para hacer más llevaderas las dificultades que la vida en población pequeña presenta? Es muy difícil, porque en ello juega papel principal el carácter del individuo. Sin embargo, como deducidas de la causa que motiva las mayores contrariedades, pueden recomendarse la reserva a honesta distancia para no extremar las intimidades...; el buscar las relaciones de más confianza en poblaciones vecinas y en la ciudad que sea capital de comarca; el abstenerse de intervenir en los asuntos públicos, que es el terreno en que las pasiones suelen estar más candentes; y, sobre todo, procurar revestirse de una impasibilidad que mire con indeferencia las invectivas y murmuraciones, como las alabanzas y elogios, todos esos hechos que, no teniendo en realidad importancia, caldeados por la pasión local, se abultan hasta una magnitud tan infundada como irracional. El que a esto se sobrepone tiene mucho adelantado.

También se imprimió su conferencia De cómo y por qué fui al ruralismo, Zaragoza: Edic. Aragonesas, 1915, y su Informe sobre el fomento del Alto Aragón, Zaragoza, 1914.
Su archivo se conserva en la Casa Membrado de Belmonte de San José, un edificio del siglo XVIII donde vivió el periodista.
- Datos: Q5952129